# بانویل-سور-مادون
بانویل-سور-مادون (به فرانسوی: Bainville-sur-Madon) یک کمون (فرانسه) در فرانسه است که در Meurthe واقع شده‌است. بانویل-سور-مادون ۵٫۸۸ کیلومتر مربع مساحت دارد ۲۲۳ متر بالاتر از سطح دریا واقع شده‌است.